# Nikita Glazyrin
Nikita Glazyrin (rusky: Никита Глазырин; * 2001) je ruský horolezec a reprezentant v ledolezení, vicemistr světa v ledolezení, mistr Evropy a juniorský mistr světa v ledolezení na rychlost.

## Výkony a ocenění
- 2016: juniorský mistr světa
- 2017: juniorský mistr světa
- 2018: vicemistr světa, mistr Evropy, juniorský mistr světa
- 2019: juniorský mistr světa
- 2020: druhé místo v celkovém hodnocení SP, juniorský vicemistr světa
- 2022: vicemistr světa, třetí na ME, juniorský mistr světa

### Závodní výsledky
| Mistrovství světa | Mistrovství světa | Mistrovství světa | Mistrovství světa |
| Rok               | 2018              | 2019              | 2022              |
| ----------------- | ----------------- | ----------------- | ----------------- |
| Obtížnost         | (2)               | —                 | —                 |
| Rychlost          | (1)               | 23                | 2                 |
| Kombinace         | 2                 | nezávodilo se     |                   |

| Světový pohár       | Světový pohár | Světový pohár | Světový pohár |
| Rok                 | 2018          | 2019          | 2020          |
| ------------------- | ------------- | ------------- | ------------- |
| Obtížnost           | —             | —             | —             |
| jednotlivě*         | —             | —             | —             |
|                     |               |               |               |
| Rychlost            | 12            | —             | 2             |
| jednotlivě* (1/1/2) | -,-,-,-,      | —             | ,             |

* poznámka: napravo jsou poslední závody v roce
| Mistrovství Evropy | Mistrovství Evropy | Mistrovství Evropy | Mistrovství Evropy | Mistrovství Evropy |
| Rok                | 2018               | 2020               | 2021               | 2022               |
| ------------------ | ------------------ | ------------------ | ------------------ | ------------------ |
| Obtížnost          | —                  | —                  | 14                 | 18                 |
| Rychlost           | 1                  | 3                  | 7                  | 4                  |

| Mistrovství světa juniorů | Mistrovství světa juniorů | Mistrovství světa juniorů | Mistrovství světa juniorů | Mistrovství světa juniorů | Mistrovství světa juniorů | Mistrovství světa juniorů | Mistrovství světa juniorů |
| Rok                       | 2016 U16                  | 2017 U19                  | 2018 U19                  | 2019 U19                  | 2020 U21                  | 2021 U21                  | 2022 U21                  |
| ------------------------- | ------------------------- | ------------------------- | ------------------------- | ------------------------- | ------------------------- | ------------------------- | ------------------------- |
| Obtížnost                 | 3                         | 4                         | 4                         | 6                         | 12                        | —                         | 5                         |
| Rychlost                  | 1                         | 1                         | 1                         | 1                         | 4                         | 2                         | 1                         |